# Jowell & Randy
Jowell & Randy é uma dupla de reggaeton porto riquenha formada por Joel A. Muñoz Martínez e Randy Acevedo Ortiz. Uma de suas colaborações, "Siente El Boom", figurou na trilha sonora de Grand Theft Auto IV, mais precisamente na playlist da estação de rádio San Juan Sounds.

## Discografia

### Álbuns
- 2007: Casa de Leones
- 2007: Los Más Sueltos del Reggaetón (#21 Top Heatseekers, #42 Top Latin Albums[1])
- 2010: El Momento
- 2013: Sobredoxis
- 2017: Viva La Musik

### Mixtapes
- 2007: Los Más Sueltos
- 2008: Los Más Sueltos Part.2
- 2009: Se Acerca El Momento
- 2009: Tengan Paciencia (Coming Soon)
- 2012: Pre-Doxis
- 2013: El Imperio Nazza: Doxis Edition
- 2014: Under Doxis
- 2016: La Alcaldia del Perreo

### Singles
| Ano  | Single                   | Nota                                               |
| ---- | ------------------------ | -------------------------------------------------- |
| 2006 | "Let's Go to My Crib"    | (com Voltio)                                       |
| 2006 | "Soy una Gargola"        | Tocada por Randy apenas                            |
| 2007 | "Siente El Boom (Remix)" | com Tito El Bambino e De La Ghetto                 |
| 2007 | "Mala Es"                |                                                    |
| 2007 | "No Te Veo"              | Tocada como Casa de Leones                         |
| 2007 | "Shorty"                 |                                                    |
| 2007 | "Quitarte To'"           | Tego Calderon com Randy                            |
| 2007 | "Un Poco Loca"           | Com De La Ghetto                                   |
| 2008 | "Let's Do It"            |                                                    |
| 2008 | "Entonces Está Bien"     | Com LDA                                            |
| 2008 | "Guayoteo"               |                                                    |
| 2009 | "Pasto Pelu"             |                                                    |
| 2009 | "Pasto Pelu (Remix)"     | Com Trebol Clan                                    |
| 2009 | "Una Paja"               | Com VR                                             |
| 2009 | "Suave & Lento"          | Com Wisin, Franco "El Gorila", Tico "El Imigrante" |
| 2009 | "Amanecer"               | Com Yandel e Gadiel                                |
| 2009 | "Se Enciende El Party"   | Com Guelo Star                                     |
| 2009 | "Tapú"                   | Com De La Ghetto                                   |

### Colaborações
| Ano  | Single                         | Artista(s)                                 |
| ---- | ------------------------------ | ------------------------------------------ |
| 2006 | "This Is The Chosen Few"       | Com Chosen Few All Stars                   |
| 2006 | "Agresivo"                     | Com Arcángel                               |
| 2006 | "Agresivo (mix)"               | Com Arcángel & De La Ghetto e Daddy Yankee |
| 2006 | "Let's Go to My Crib"          | Com Voltio                                 |
| 2007 | "Cuarto Nivel"                 | Com Zion                                   |
| 2007 | "Sensación del Bloque (Remix)" | Com De La Ghetto e Tego Calderón           |
| 2007 | "Hola Bebé"                    | Com Hector "El Father"                     |
| 2007 | "Pónmela"                      | Com Voltio                                 |
| 2008 | "Fuera del Planeta (Remix)"    | Com Eloy & Zion                            |
| 2008 | "Tú Te Las Trae (Remix)"       | Com Yomo, Ñejo & Dalmata e Voltio          |
| 2008 | "Agresivo II (Remix)"          | Com De La Ghetto e Daddy Yankee            |
| 2008 | "Fragancia 4th Level"          | Com Zion                                   |
| 2008 | "Ya No Existen Detalles"       | Com Naldo                                  |
| 2008 | "Ese Mahon (Remix)"            | Com De La Ghetto                           |
| 2009 | "Bailando Fue"                 | Com Daddy Yankee                           |
| 2009 | "Cositas Macabras (Remix)"     | Com Gadiel                                 |
| 2009 | "Que Tengo Que Hacer" (Remix)  | Com Daddy Yankee                           |
| 2009 | "Descara" (Remix)              | Com Yomo, Guelo Star & De La Ghetto        |
| 2009 | "Na Na Nau" (Remix)            | Com Cosculluela                            |
| 2009 | "Un Hijo En La Disco" (Remix)  | Com Guelo Star & J-King & Maximan          |
| 2009 | "¿Por qué estás sola?"         | Com Pipe Calderón                          |